# Pak To Ch’un
Pak To Ch’un, również Pak To Chun (kor. 박도춘, ur. 9 marca 1944, zm. 27 lipca 2022) – północnokoreański polityk i czterogwiazdkowy generał (kor. 대장) Koreańskiej Armii Ludowej. Ze względu na przynależność do najważniejszych gremiów politycznych Korei Północnej, uznawany za członka ścisłej elity władzy KRLD.

## Kariera
Pak To Ch’un urodził się 9 marca 1944 roku w powiecie Rangnim w prowincji Chagang. Absolwent Wyższej Szkoły Partyjnej im. Kim Ir Sena w Pjongjangu.
Od czerwca 2005 do września 2010 przewodniczący Komitetu PPK w prowincji Chagang (jego następcą został Ju Yǒng Sik). Podczas 3. Konferencji Partii Pracy Korei 28 września 2010 roku został mianowany zastępcą członka Biura Politycznego, a także dyrektorem Departamentu Przemysłu Wojskowego w KC. Podczas kolejnej, 4. Konferencji otrzymał nominację na pełnoprawnego członka Politbiura.
Deputowany Najwyższego Zgromadzenia Ludowego KRLD, parlamentu KRLD, począwszy od X kadencji (tj. od lipca 1998 roku, z przerwą podczas XI kadencji, gdy mandat otrzymał dopiero w kwietniu 2008, wypełniając wakat po zmarłym deputowanym).
Po śmierci Kim Dzong Ila w grudniu 2011 roku, Pak To Ch’un znalazł się na wysokim, 17. miejscu w 233-osobowym Komitecie Żałobnym. Świadczyło to o formalnej i faktycznej przynależności Pak To Ch’una do grona ścisłego kierownictwa politycznego Koreańskiej Republiki Ludowo-Demokratycznej. Według specjalistów, miejsca na listach tego typu określały rangę polityka w hierarchii aparatu władzy.